# (46720) Pierostroppa
(46720) Pierostroppa est un astéroïde de la ceinture principale.

## Description
(46720) Pierostroppa est un astéroïde de la ceinture principale. Il fut découvert le 13 août 1997 à San Marcello Pistoiese par Luciano Tesi et Andrea Boattini. Il présente une orbite caractérisée par un demi-grand axe de 3,00 UA, une excentricité de 0,28 et une inclinaison de 3,7° par rapport à l'écliptique.

## Compléments